# Sprecherauthentifizierung
Die Sprecherauthentifizierung macht sich die Tatsache zunutze, dass die Stimme eines Menschen ebenso einmalig und unverwechselbar ist wie sein Fingerabdruck. Dadurch kann der Zugang zu geschützten Bereichen deutlich sicherer und bequemer gemacht werden als beispielsweise durch PIN oder Passwort-Eingabe.
Allgemein unterscheidet man zwischen Anrufer-Verifikation und -Identifikation. Bei der Verifikation wird überprüft, ob ein Anrufer derjenige ist, der er zu sein vorgibt. Dazu muss sich der Anrufer zuerst identifizieren, also beispielsweise seinen Namen oder seine Kundennummer sagen. In einem zweiten Schritt wird das aktuelle Stimmprofil mit einem hinterlegten Stimmbeispiel abgeglichen (1:1-Abgleich).
Bei der Identifizierung wird eine Stimmprobe aus einer großen Menge an Stimmprofilen erkannt (1:n-Abgleich). Der Nutzer braucht sich also nicht zu erkennen zu geben, er muss allerdings zuvor bereits eine Stimmprobe abgegeben haben. Der Nachteil dieser Methode ist, dass sie eine große Rechenleistung erfordert.
Bei modernen Authentifizierungsmethoden sorgen bestimmte Algorithmen dafür, dass Stimmproben weder zurückgewiesen werden, wenn sie vom selben Sprecher stammen, noch angenommen werden, wenn sie von einem anderen Sprecher stammen. Für den ersten Fall sind die Systeme ausreichend tolerant ausgelegt, damit sie einen Sprecher auch dann noch erkennen, wenn sich beispielsweise der Stimmtrakt durch eine Erkältung verändert hat.
Beim zweiten Fall sorgen etwa zufällig generierte Wörter, die ein Sprecher wiederholen muss, dafür, dass das System beispielsweise nicht durch vorab aufgezeichnete Stimmen getäuscht werden kann.
In der Schweiz setzt Swisscom seit 2016, Postfinance seit 2018 und die Zürcher Kantonalbank seit 2022 auf eine Sprecherauthentifizierung bei den Hotlines. Das Wissensmagazin Einstein des Schweizer Radio und Fernsehens hatte in der Ausgabe vom 20. Februar 2020 erfolglos versucht, das Stimmenerkennungssystem der Postfinance zu hacken.